# Ryoo Chang-kil
Dans ce nom coréen, le nom de famille, Ryoo, précède le nom personnel.
Ryoo Chang-kil (coréen : 류창길), né le 5 novembre 1940 en Corée japonaise, est un joueur de football international nord-coréen, qui évoluait au poste de défenseur.

## Biographie

### Carrière en sélection
Avec l'équipe de Corée du Nord, il figure dans le groupe des sélectionnés lors de la Coupe du monde de 1966. Lors du mondial organisé en Angleterre, il ne joue aucun match.